# Морско прасе
Морско прасе или дивље заморче, заморче, заморац (лат. Cavia porcellus) је врста хербиворног глодара из породице Caviidae. Назив морско прасе се често користи и за остале врсте рода Cavia. Ова врста глодара је пореклом из Јужне Америке, а данас је распрострањена као кућни љубимац и лабораторијска животиња по целом свету. Природне популације ове врсте су ишчезле, док су сродне врсте још увек присутне у травнатим равницама и висоравнима. У неким земљама Јужне Америке (Перу и Боливија, на пример) морско прасе је саставни део националне кухиње, народне медицине и појединих световних религиозних обичаја.
Студије засноване на биохемији и хибридизацији сугеришу да су то припитомљене животиње које природно не постоје у дивљини, потомци блиско сродних врста попут C. tschudii. У западном друштву заморци су уживали широку популарност као кућни љубимци од када су их европски трговци у 16. веку увели у Европу и Северну Америку. Њихова послушна природа, пријатељски одговор на руковање и храњење и релативна лакоћа бриге о њима учинили су заморце сталним популарним избором кућних љубимаца. Организације посвећене такмичарском узгоју замораца формиране су широм света. Узгајивачи бирају многе специјализоване расе, са различитим бојама и текстурама длаке.
Пасмине замораца играју важну улогу у народној култури за многе аутохтоне андске народе, посебно као извор хране. Животиње се такође користе у народној медицини и у верским обредима заједнице. Они се узгајају ради меса и кулинарски су састојак предела Андских планина, где су познати као кај. Шездесетих година прошлог века у Перуу је започет модеран узгојни програм који је резултирао великим расама познатим као кај мехорадос (побољшани кај). Маркетиншки стручњаци покушали су да повећају конзумацију ове животињске врсте изван Јужне Америке.

## Историја
се не налази природно у дивљини; вероватно потиче од блиско повезаних врста кавија, попут C. aperea, C. fulgida, и C. tschudii, које се још увек често налазе у различитим регионима Јужне Америке. Студије из 2007–2010 примењивале су молекуларне маркере, и проучавале морфологију лобање и скелета садашњих и мумификованих животиња, откривајући тако да је предак највероватније C. tschudii. Неке врсте кавија идентификоване у 20. веку, попут C. anolaimae и C. guianae, могу бити домаћи заморци који су постали дивљи поновним увођењем у дивљину.
Дивљи кавији се налазе на травнатим равницама и заузимају еколошку нишу сличну оној испуњеној говедима. Они су друштвене животиње, живе у дивљини у малим групама („стада”) које се састоји од неколико женки („крмача”), мужјака („вепра”) и њихових младих („младунци”, а не „прасади”, раскид са претходном номенклатуром свиња). Стада животиња се крећу заједно, једући траву или другу вегетацију, али не складиште храну. Иако се не укопавају и не граде гнезда, често траже склониште у јазбинама других животиња, као и у пукотинама и тунелима насталим вегетацијом. Они су крепускуларни и имају тенденцију да буду најактивнији у зору и сумрак, када их предатори теже могу уочити.
Регионално познато као кај, морско прасе је први пут припитомљено још 5000. године пре нове ере ради хране од стране племена у Андском региону Јужне Америке (данашњи јужни део Колумбије, Еквадора, Перуа и Боливије), неколико хиљада године након припитомљавања јужноамеричких камила. Кипови датирани од 500. године п. н. е. до 500. године нове ере који приказују заморце откривени су у археолошким ископинама у Перуу и Еквадору. Народ Моче из древног Перуа обожавао је ове животиње и често је приказивао заморце у својој уметности.
Од око 1200. године до шпанског освајања 1532. године, аутохтони народи су користили селективни узгој за развој многих сорти домаћих замораца, који су формирали основу за неке од савремених домаћих раса. Они су и даље извор хране у региону; многа домаћинства у андским планинама узгајају ову животињу, која се храни породичним остацима поврћа.
Фолклорне традиције које укључују заморце су бројне; они се размењују као поклони, користе се у уобичајеним друштвеним и верским обредима и често се спомињу у изговореним метафорама. Такође их користе народни лекари, или курандероси, у традиционалним ритуалима исцељивања. Они користе животиње за дијагнозирање болести попут жутице, реуме, артритиса и тифуса. Ове животиње се трљају о тела болесника и виде се као натприродни медијум. Црни заморци сматрају се посебно корисним за дијагнозе. Животиња се може сецирати и прегледати њена утроба како би се утврдило да ли је лек био ефикасан. Ове методе су широко прихваћене у многим деловима Анда, где западна медицина није доступна или јој се не верује.
Шпански, холандски и енглески трговци су пренели заморце у Европу, где су брзо постали популарни као егзотични кућни љубимци међу вишим класама и члановима краљевске породице, укључујући краљицу Елизабету I. Најранији познати писани приказ заморца датира из 1547. године, у опису животиње из Санто Доминга. Будући да кавији нису пореклом из Хиспаниоле, веровало се да су ту животињу раније унели шпански путници. Међутим, на основу новијих ископавања на западноиндијским острвима, животиња је вероватно уведена на Кариби око 500. године п. н. е. заслугом вртлара из Јужне Америке који су правили керамику. Морско прасе је било присутно у Порторику током остионоидног периода, дуго пре доласка Шпанаца.
Заморца је на Западу први пут описао 1554. године швајцарски природњак Конрад Геснер. Његово биномно научно име први је употребио Еркслебен 1777. године; то је спој Паласове генеричке ознаке (1766) и Линеовог посебног назива (1758).

## Име
Име морско прасе у српском језику потиче од немачке речи Meerschweinchen истог значења. Ову животињу су Шпанци донели бродовима из Америке, па отуда придев „морско”. У прошлости, морско прасе је било згодан извор свежег меса на бродовима. У француском, и још неким језицима, ова животиња се назива „индијско прасе”.
Назив заморац/заморче је истог порекла (тј. „иза мора” — изаморац->заморац).
Порекло енглеског назива guinea pig до сада није објашњено на задовољавајући начин. Вероватно је реч о географској забуни.

## Животни век и размножавање
Морско прасе може да нарасте до 40 cm у дужину, тежина варира око једног килограма. Просечан животни век морског прасета је 5-10 година. Као и други глодари брзо се размножавају. Женке стичу полну зрелост месец дана по рођењу и сваких годину дана, могу да се окоте три пута. Трудноћа женки јако је ризична, јер може да угине или да добије премного младунаца.

## Оглашавање
Заморац се оглашава гласним скичањем кад је узнемирен и када је гладан.